# Biała Cerkiew (stacja kolejowa)
Biała Cerkiew (ukr: Станція Біла Церква) – stacja kolejowa w Białej Cerkwi, w obwodzie kijowskim, na Ukrainie. Jest częścią administracji Kolei Południowo-Zachodniej. Znajduje się na linii Fastów – Mironówka.

## Historia
Stacja kolejowa w Białej Cerkwi został zbudowany w 1876 roku podczas budowy linii kolejowej łączącej Fastów z Mironówką, co znacznie przyspieszyło rozwój miasta. Pod koniec XIX w i na początku XX wieku stacja Biała Cerkiew zajmowała drugie miejsce w obwodzie kijowskim w zakresie ruchu pasażerskiego po Kijowie i pod względem ruchu towarowego.
W 2007 roku stacja została zmodernizowana. 

## Linie kolejowe
- Linia Fastów – Mironówka